# Pierre Falardeau
Pour les articles homonymes, voir Falardeau.
Pierre Falardeau est un cinéaste, écrivain et militant indépendantiste québécois, né à Montréal le 28 décembre 1946 et mort à Montréal le 25 septembre 2009.
Il voue son travail et son militantisme à la défense de la liberté des peuples, tout spécialement à la liberté et l’indépendance du peuple québécois pour lequel il éprouve un amour profond. Il détient un baccalauréat ainsi qu'une maîtrise en anthropologie à l'Université de Montréal, parcours durant lequel il fait la rencontre du cinéma, plus précisément, du documentaire québécois. Dès lors, il réalise de nombreux documentaires, puis des fictions. Reconnu pour son franc-parler et son écriture pamphlétaire, il suscite polémique à plusieurs reprises. Applaudi ou contesté, Pierre Falardeau demeure tenace dans ses idées jusqu'à ses derniers jours.

## Biographie

### Enfance
Né le 28 décembre 1946, Pierre Falardeau voit le jour en 1946 dans l'est de Montréal, plus précisément dans le quartier Hochelaga-Maisonneuve,. Il est fils de Jeannine Ouimet et Alphonse Falardeau, et frère aîné de Jean, Louise et Michel Falardeau. Jeannine est détentrice d'un diplôme de maîtresse d'école, mais n'enseigne qu'à partir de 45 ans, après avoir élevé ses enfants. Avant que ceux-ci naissent, elle travaille dans une usine de production de tabac, l'Imperial Tobacco. Pierre Falardeau hérite de sa mère une valeur qui le suit toute sa vie, c’est-à-dire le désir de liberté: «Le désir de liberté. Le désir comme preuve du vivant. Le désir de durer contre la génération des morts qui impose son pouvoir.». Quant à son père, il lui inculque la ténacité: «Mon père m’aura appris la ténacité. La ténacité du rêve. Rêver. Rêver malgré tout. Malgré les défaites. Malgré nos faiblesses, nos contradictions, nos trahisons, nos petitesses.» Alphonse (1915-1984), est employé d’une mercerie appartenant à son beau-frère sur la rue Masson à Montréal, puis devient directeur de la Caisse populaire de Châteauguay, ville dans laquelle la famille déménage dès le jeune âge de Pierre. Son père meurt dans son sommeil le 7 septembre 1984, après 14 ans de maladie. Il lui consacre une lettre intitulée «Salut, Alphonse», prononcée aux funérailles par son bon ami Julien Poulin. Ce dernier, les trois frères Falardeau ainsi que Francis Simard, un autre de ses grands amis, transportent le cercueil après la cérémonie. Pudique de son enfance, on déduit toutefois du peu qu’il en dit qu’elle fut parfois épineuse: «Même si Pierre était triste de passer sa vie au collège, il disait que ça lui avait permis d’échapper aux disputes autour de la table familiale. Le collège et les scouts lui avaient, en quelque sorte, sauvé la vie.».

### Formation

#### Le collège classique

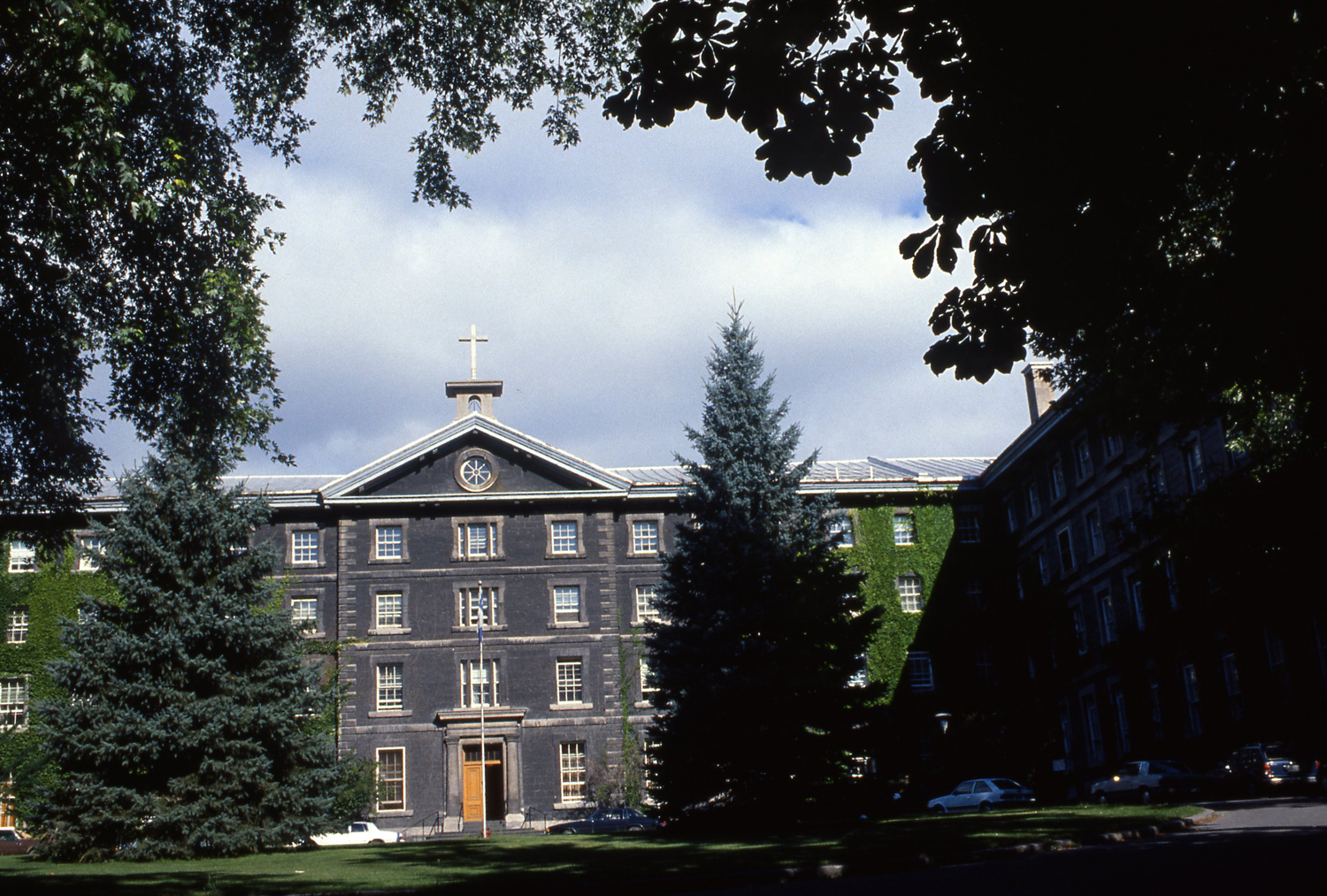
Collège de Montréal

Pierre Falardeau fait son entrée au Collège de Montréal en 1959, où il se lie d’amitié à Julien Poulin. Il réalise avec ce dernier nombre de projets au cours de sa carrière, soit la grande majorité de ses documentaires. À l'école, où il est pensionnaire, il s’ennuie et s'intéresse surtout au sport. Il est un élève timide et taciturne, mais ce, jusqu’à ce que le silence de ses condisciples l’irrite: c’est à ces moments qu’il prend la parole. Déjà à cette époque, il développe une haine de ceux qui optent pour le silence bien qu’ils aient la chance et le pouvoir de s’exprimer. À l'âge de quinze ans, parmi la poignée de livres se trouvant au domicile familial, il découvre avec grand intérêt une vieille édition de l'ouvrage Les Patriotes de 1837-1838 de Laurent-Olivier David, dans lequel figurent notamment des lettres écrites par Chevalier de Lorimier avant son exécution et qui inspirent plus tard l’écriture du scénario de 15 février 1839: «L'Histoire se révélait. Mon histoire. J'apprenais des mots nouveaux. Des mots absents de l'école. Absents de la radio. Absents de la télévision. Des noms de villages où des hommes s'étaient battus jusqu'à la mort pour la liberté et l'indépendance de leur pays. De mon pays. […] L'Histoire soudain cessait d'être un mot abstrait. L'Histoire devenait essentielle, partie intégrante de ma vie.».

#### Rencontre avec la politique

Rassemblement pour l'indépendance nationale (RIN)

Son premier contact avec la politique se produit au début des années 1960, dans le contexte de la campagne électorale qui mène à l’élection du premier ministre Jean Lesage. Son père l’emmène à une assemblée publique organisée au Monument national par «les amis du docteur Philippe Hamel» qui appuient le projet de nationalisation de l'électricité: «Ce fut ma première leçon de politique. Avec mon père, je découvrais la détermination, l'acharnement et la patience. Il m'apprenait qu'il n'y avait rien de facile. Plus l'enjeu était grand, plus c'était difficile.». Falardeau est inspiré par la ténacité des gens qui militent pour la cause depuis plusieurs décennies. À 16 ans, il devient membre du Rassemblement pour l'indépendance nationale (RIN), après être fortement interpellé par une affiche de recrutement: «Pour la première fois de ma vie, on m'appelait, moi, à combattre pour la liberté.». Il débute alors son parcours de militant en prenant part à ses premières manifestations, en faisant la vente du journal l’Indépendance et esquissant des graffitis politiques.
Pierre Falardeau est fasciné par le Front de libération du Québec (FLQ) qui effectue ses premières frappes dès 1963, alors qu’il étudie au collège classique. Il se dit admiratif des gens qui sacrifient leur vie pour une cause, et plus encore dans ce cas-ci, pour la libération du peuple québécois: «J’ai toujours eu une grande admiration pour les militants du Front de libération du Québec malgré leurs échecs ou leurs erreurs. Ils avaient eu le courage, au début des années soixante, de passer à la lutte armée pour la liberté et l’indépendance de leur pays. […] Ils se battaient pour nous. C’étaient donc mes frères, sans réserve.». S’il avait eu l’occasion de rencontrer les membres du groupe, peut-être en aurait-il fait partie. S’estimant «trop pissou», probablement cette épreuve lui aurait été infranchissable par manque de courage, affirme-t-il. À 20 ans, il s’implique à Châteauguay dans la campagne du RIN, nouvellement institué en parti politique. Puis, il rejoint le Parti Québécois en 1968, né du Mouvement Souveraineté-Association et du Ralliement national. Pierre Falardeau est porté d’un même dessein tout au long de sa vie, c’est-à-dire, œuvrer et militer en la faveur de l’indépendance du Québec, et ainsi à la survie et la liberté de son peuple pour lequel il éprouve un amour profond.

#### Université et découverte du cinéma

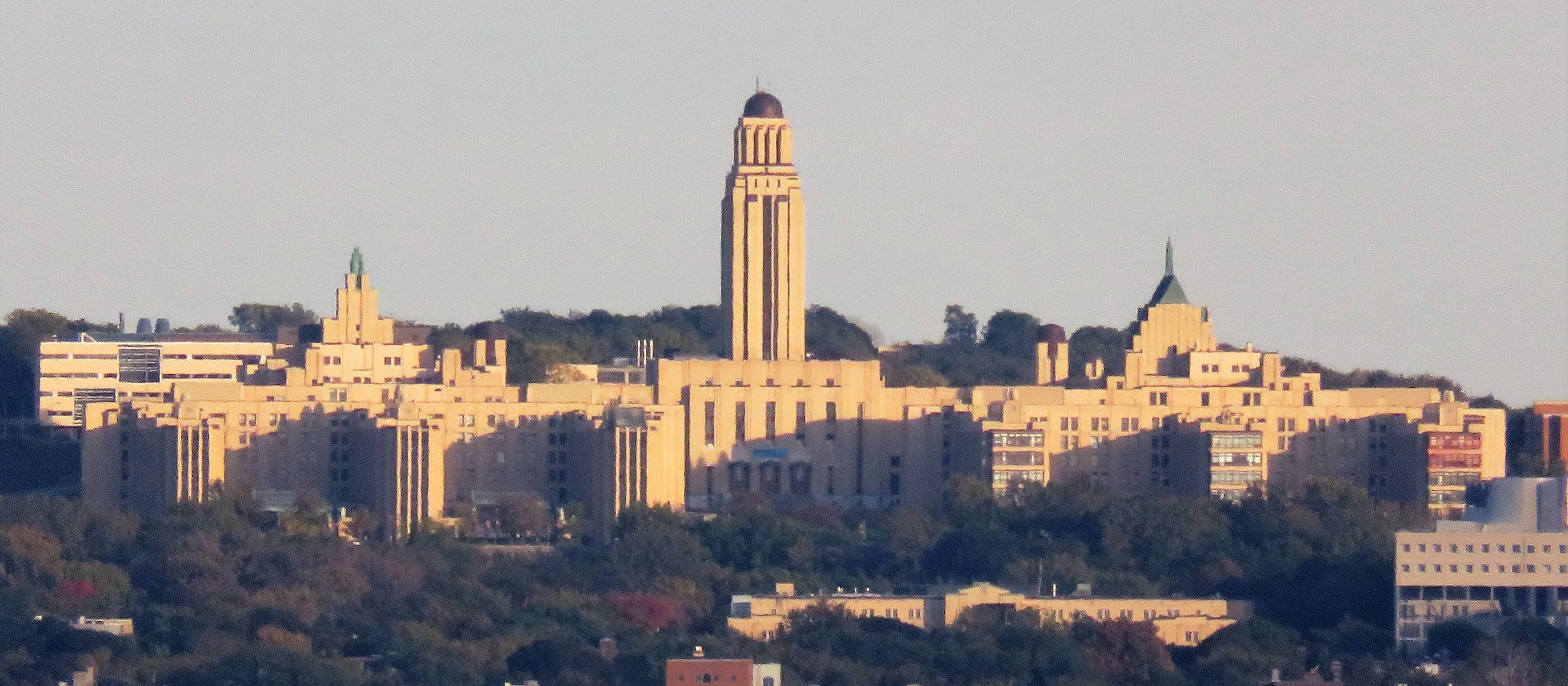
Université de Montréal

Financièrement à l'aise, une tante des Falardeau solde les études des enfants permettant à Pierre d’entamer un parcours universitaire. Après la lecture d’un ouvrage relatant l’expédition de chercheurs anthropologues en Amazonie qui suscite sa curiosité, il entreprend, en 1967, des études dans cette discipline. Il obtient donc un baccalauréat suivi d'une maîtrise de l'Université de Montréal. Le choix de ce champ d'études est essentiellement motivé par sa volonté d'échapper au conformisme des professions libérales: «Je me cherchais une job où il n'y avait pas de cravate. […] Après ça, rendu à l'université, je me suis aperçu que c'était pas tout à fait ça, qu'il fallait lire des gros livres». En effet, ayant d’abord été attiré par le travail de terrain, Falardeau est surpris de la charge de lecture et d’écriture que requiert ce domaine d’étude. Bien qu’il en soit au départ dépité, il réalise après coup pouvoir traiter de tous les sujets qui l’intéressent et en profite pour travailler sur divers mouvements de luttes politiques qui l’animent, notamment sur le Front de libération du Québec et le Black Panther Party. Il participe également à un cours de cinéma par le truchement duquel il découvre le documentaire québécois, soit les grands documentaristes de l’Office national du film du Canada et pionniers du cinéma direct tels que Pierre Perrault, Bernard Gosselin ou encore Gilles Groulx. Il saisit à ce moment que «le cinéma peut être un outil pour comprendre notre propre société.». Son militantisme se déporte alors vers le cinéma et devient fer de lance de son travail. Il comprend qu’il peut désormais allier anthropologie, politique et art. Son mémoire de maîtrise est déposé en 1971 avec son premier documentaire, du même titre, en tant que volet vidéo. Falardeau a l’ambition de s’adresser «au vrai monde», il se garde ainsi d’employer un langage universitaire afin que son message rejoigne le plus de gens possible et non pas seulement l’élite intellectuelle. On le qualifie à plusieurs reprises dans sa carrière de cinéaste engagé, une épithète qui ne lui plait guère puisqu’elle le dissocie, selon lui, des autres cinéastes qui eux seraient «plus purs».

### Vie de famille
Il fait la rencontre de sa femme, Manon Leriche, en 1982 alors qu’il est professeur en cinéma à l’Université du Québec à Montréal, et elle, son étudiante. Il l’invite à assister à une représentation de son premier court métrage d’Elvis Gratton projeté à la Cinémathèque québécoise. Peu de temps après le début de leur relation, il lui propose de faire un enfant. Fonder une famille est très important pour Falardeau, possiblement puisqu’il aspire à un nid familial plus harmonieux que celui dans lequel il a grandi: «J’espère seulement que la famille que je constitue maintenant sera un peu moins troublée. Un peu plus joyeuse.», écrit-il dans une de ses correspondances. Conséquemment, leur fils aîné Jules naît en 1985, suivi d’Hélène en 1989, et enfin Jérémie le cadet de la famille, en 1995. Jusqu’en 1999, Pierre et sa famille partagent leur quotidien entre un petit appartement de Montréal et une vieille maison située dans les Cantons-de-l’Est, à Dunkin: «Moi dans ma vie, ça me prend les ruelles et la campagne.». Effectivement, Falardeau apprécie tout particulièrement l’aspect bucolique de la campagne et la nature. Il s’agit de son lieu de ressourcement où il passe nombre de ses congés et vacances. Son fils Jules écrit ces mots : «Pour mon père, couper son bois, retaper sa maison, faire des travaux manuels, c’était une forme de rédemption. Une manière d’échapper, ne serait-ce que quelques heures, à la bêtise ambiante.».
C’est uniquement à compter de la sortie du film Elvis Gratton II que Pierre Falardeau est en mesure de se verser un salaire décent qui lui permet de faire l’achat d’une autre maison, mais cette fois-ci à Montréal, et de laisser son appartement de la rue Panet. Pour la majorité de sa carrière, il peine avec l’argent. Il lui arrive de remettre son métier en question, métier qui ne permet de subvenir pleinement aux besoins de sa famille. Il ne renonce pas à faire du cinéma, mais accepte des contrats de-ci de-là dans les moments plus difficiles. Homme droit, Pierre Falardeau refuse nombre de projets pour cause de désalignement à ses valeurs «Je préfère pelleter de la marde pour gagner de l’argent et tant pis si je n’arrive pas à réaliser le film que je veux faire. Je ferai autre chose à la place afin de conserver le respect de moi-même.». Quant à sa conjointe, elle obtient un emploi à la station de télévision Quatre-Saisons, un travail qu’elle n’apprécie pas particulièrement, mais qui lui permet de pourvoir aux besoins du foyer. Pendant ce temps, Pierre écrit et s’occupe de son fils Jules.

### Du documentaire à la fiction
En 1971, il réalise son premier film, le court métrage Continuons le combat qu'il présente comme volet vidéo de son mémoire de maîtrise. Falardeau répétera souvent que c'est en raison de sa difficulté à traduire par écrit ses observations qu'il opte pour la caméra, et c'est d'ailleurs dans des termes semblables qu'il justifie l'utilisation d'un document audio-visuel dans son mémoire: «L’image permet une meilleure compréhension du phénomène. Le langage écrit est bien pauvre quand il s’agit de présenter une description adéquate de l’ambiance, de l’atmosphère, des lieux, du déroulement du rituel.». Au cours des années 1970, il collabore avec son ami et comédien Julien Poulin pour la réalisation de plusieurs documentaires. En 1972, ils coréalisent À mort qui porte sur le parc Belmont, à Montréal. Cette œuvre demeure aujourd’hui inachevée. En 1973, ils présentent Les Canadiens sont là qui se décrit comme un documentaire satirique traitant d’une exposition d’art canadien présentée à Paris. Les deux amis réalisent ensuite Le Magra (1975) qui se déroule à l’École nationale de police du Québec située à Nicolet. C’est d’ailleurs lors d’une présentation du documentaire au centre de détention Archambault, en 1977, qu’il fait la rencontre de Francis Simard, détenu et ancien membre du FLQ, duquel il se lie profondément d’amitié. Il lui rend visite fréquemment jusqu’à sa sortie de prison en 1981. L’expérience de Simard l’inspire notamment pour le film Le Party (1989) et Octobre (1994) qu’il réalise quelques années plus tard. En 1976, Poulin et Falardeau se rendent en Algérie pour tourner les images du documentaire À force de courage, qui paraîtra l’année suivante. Il s’agit, en effet, d’un moment d’ébullition des luttes d’indépendance politique à plusieurs endroits dans le monde. Les deux réalisateurs tentent de comprendre la situation du Québec par le truchement de celle de l’Algérie: «L’objet du film, au fond, c’était de montrer ce que ça donne l’indépendance d’un peuple, quinze ans plus tard.». Pea Soup, paru en 1978, porte un regard sur le peuple québécois et consiste en une critique des inégalités sociales. Il contient notamment la scène culte du PFK Kid, un petit garçon du nom de Paul Ross, alors voisin de Falardeau, qui déguste du poulet frit en répondant aux questions des deux réalisateurs. Speak White (1980) est une mise en image du célèbre poème de Michèle Lalonde. Il présente ce dernier en introduction de la plupart de ses conférences qu’il donne un peu partout au Québec à partir des années 1990.
Constatant que le documentaire est peu regardé au Québec, Falardeau se tourne vers la fiction. Il désire que ses films, qui s’adressent avant tout au peuple, soient vus et connus non plus seulement par des petits cercles de cinéphiles comme c’est le cas de ses documentaires. Il écrit et réalise la série de fiction Elvis Gratton, mettant en scène un admirateur d'Elvis Presley, caricature de la petite bourgeoisie canadienne-française, fédéraliste et colonisée. Au départ, le scénario se veut être un drame, mais il le tourne en farce. Compilant trois courts métrages réalisés entre 1981 et 1985, le film Elvis Gratton: Le King des Kings et son personnage principal s’inscrivent dans le folklore québécois. À l’origine, son ambition est de faire détester et mépriser le protagoniste. Inopinément, les gens s’attachent au personnage et se reconnaissent en lui. Déconcerté, il affirme qu’«un peuple qui se complaît dans le spectacle de sa propre niaiserie est tombé bien bas.». C’est lors du montage de ce film que Pierre Falardeau fait sa première rencontre avec la censure puisque Radio-Québec lui demande plus de dix coupures: «C’était notre première rencontre avec la censure. On n’était pas encore habitués, même qu’on était plutôt déformés: on avait toujours fait nos films en toute liberté. Mais là, on affrontait les vraies machines.». Les réalisateurs rejettent la plupart des coupures demandées. Elvis Gratton II et XXX paraissent respectivement en 1999 et en 2004.
En 1985, dépité par de nombreux refus de financement pour ses projets de films, il tourne les images d’un documentaire sur le Beaver Club, un cercle d'aristocrates issus traditionnellement du commerce de la fourrure. À l'aide de Manon Leriche, il parvient à s’immiscer au banquet annuel du club, à l’hôtel Le Reine Élizabeth. Ces images ne sont toutefois utilisées qu'en 1993 et donnent naissance au court métrage Le Temps des bouffons, un documentaire pamphlétaire d'une quinzaine de minutes. Ce film est totalement indépendant et réalisé sans financement. Une centaine de copies du film sont vendues au prix de 5$. Sur les cassettes, on peut lire ce message: «Ce film appartient à tous. Il doit circuler. Comme une bouteille à la mer, en dehors des circuits officiels. Libre et sans contrôle. Regardez-le. Montrez-le. Faites-en des copies. Ensuite, refilez l’original à un autre. Merci.».

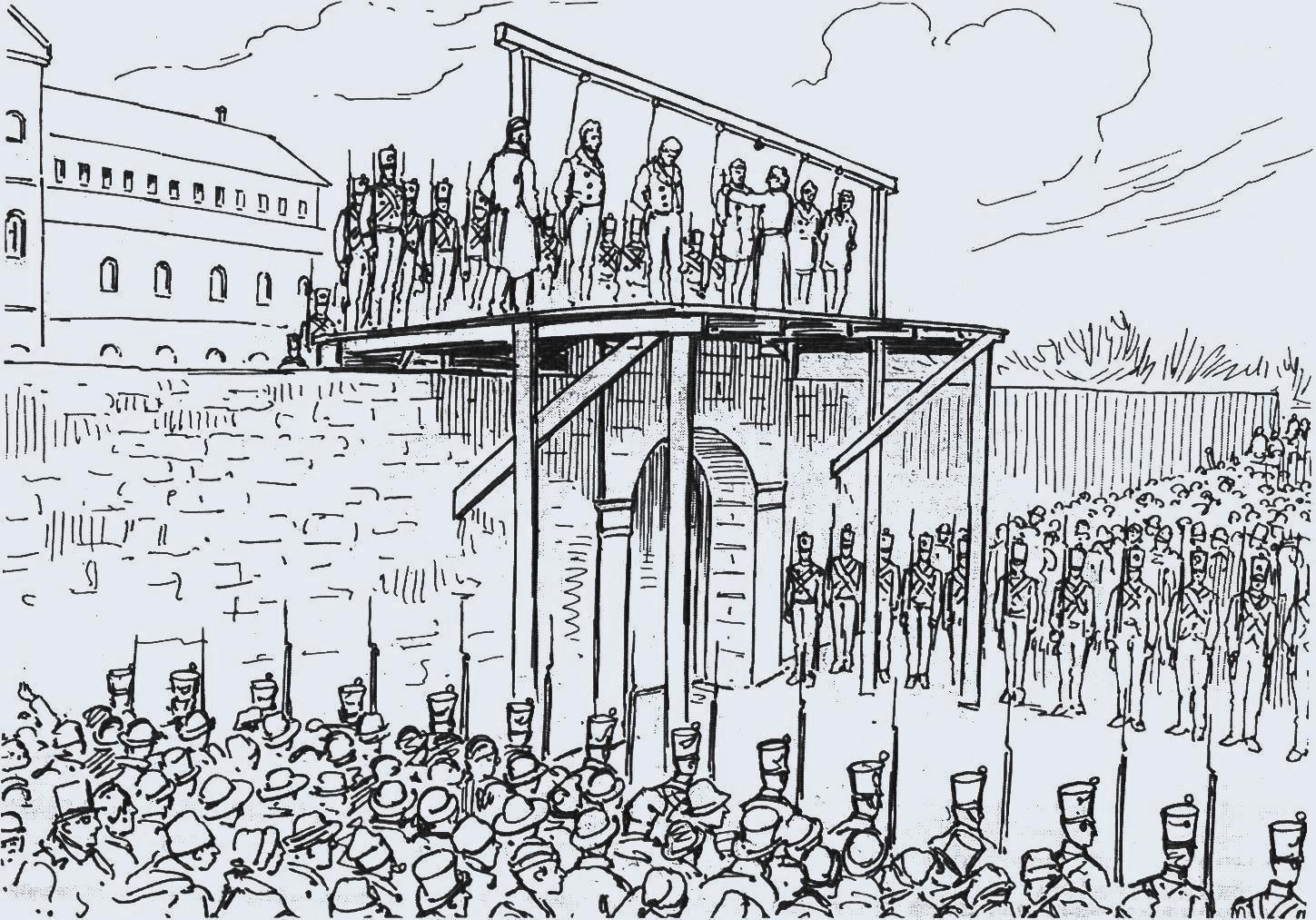
Illustration de la pendaison des Patriotes, 1839

Par la suite, Falardeau réalise surtout des longs métrages de fiction. On retrouve des films plus dramatiques tels que Le Party (1989), Le Steak (1992), Octobre (1994) et 15 février 1839 (2001). Le Party s’appuie sur une histoire que lui fournit son ami Francis Simard concernant un spectacle de détenus qui s’est déroulé en prison. Le film connaît un très bon succès et est vendu à la Yougoslavie, à la Corée du Sud et en Inde. Au départ, Falardeau voulait intituler le film La liberté n’est pas une marque de yogourt. Refusé par la production, ce titre est converti en sous-titre. Un recueil de textes publié cinq ans plus tard portera le même nom. Son film Le Steak est le seul pour lequel il n’a pas de problème de subventions. Réalisé avec sa conjointe, il met en lumière les similarités qu'il établit entre la lutte politique et les sports de combat, et suit le parcours du boxeur Gaëtan Hart.

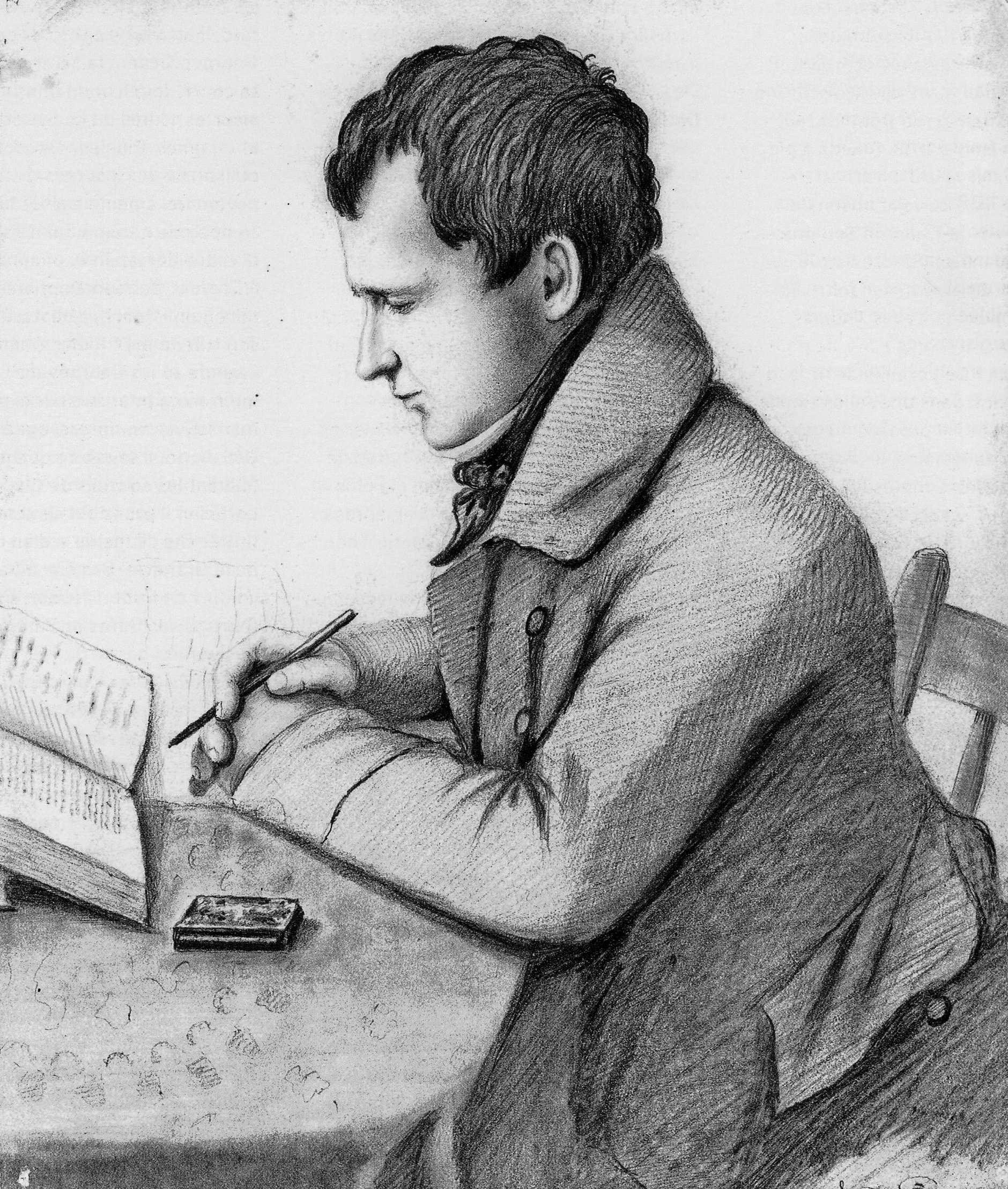
Portrait de François-Marie-Thomas Chevalier de Lorimier

Les films Octobre et 15 février 1839 sont assurément ceux pour lesquels le financement est le plus épineux à obtenir. Dans le cas du premier, on parle de près de 15 ans d’attentes, parsemées de débats, de sorties publiques de Falardeau dans les médias et même d’une confrontation avec le sénateur Philippe Gigantès qui demande publiquement à Téléfilm Canada de s’abstenir de financer le film. Pour ce qui est de 15 février 1839, un comité de citoyens est formé pour amasser des fonds afin de pallier, encore une fois, aux maints refus de Téléfilm Canada. L’achoppement du cinéaste qu’est le financement prend source, selon lui, de motifs politiques. Effectivement, ces deux films traitent de sujets délicats c’est-à-dire de deux forts moments historiques du Québec. Le premier, de la crise d’Octobre et du point de vue des felquistes relative à l’enlèvement du ministre Pierre Laporte et le deuxième, du dernier jour de vie de François-Marie-Thomas Chevalier de Lorimier, pendu par le pouvoir anglais en raison de sa collaboration à la rébellion des Patriotes de 1837-1838.

### Pensée politique et militantisme
Plusieurs écrivains et poètes le nourrissent intellectuellement, notamment Gaston Miron, Pablo Neruda, René Char, Jules Fournier, Hubert Aquin, Pierre Vadeboncoeur ou encore Olivar Asselin. Il se dit heureux d’être venu au monde au Québec, il aime son peuple et se bat sans réserve pour son indépendance politique. Des valeurs telles que la liberté, la lutte et l’indépendance l’interpellent dès son jeune âge jusqu’aux dernières années de sa vie avec tout autant de vigueur. L’amour de son peuple est toutefois doublé de douleur. Une douleur relative à ce qu’il considère comme le manque de courage et la bêtise des Québécois. Falardeau dresse une analogie entre l'indépendance du Québec et d'autres luttes pour l'indépendance nationale et la décolonisation dans le monde. En effet, son nationalisme s’inspire fortement des luttes algériennes, cubaines et palestiniennes. Il défend ardemment que la liberté des peuples soit une valeur en elle-même et qu’elle soit aussi légitime au Québec qu'ailleurs: «Je refuse ces échelles de la souffrance qui accorderaient la liberté au peuple palestinien et au peuple tibétain et la refuseraient au peuple québécois et au peuple basque sous prétexte que ces derniers souffriraient moins. Une chaîne en fer, en argent ou en or est toujours une chaîne.». Il a, en effet, une haute idée de ce qu’est la liberté, il la considère même comme un devoir des peuples qui ont été ou sont encore colonisés, un devoir de transmission de leur culture aux générations prochaines.

### Écrivain malgré lui
À la fin des années 1960, Pierre Falardeau rédige de nombreuses lettres ouvertes en réponse «aux bêtises» qu’il lit dans les journaux. Après moult tentatives et refus de publication, il se résigne en remettant en question son talent d’écriture. Puis, on lui explique la raison de tous ces refus: il écrit comme un pamphlétaire. Cette prise de conscience lui permet de s’approprier et de développer ce style d’écriture qu’il arbore dans la majorité sinon la totalité de ses publications c’est-à-dire une écriture percutante, parfois même provocante, qui naît du désir d’engendrer des réactions et passer ostensiblement ses messages. Il écrit davantage dans les temps morts durant lesquelles ses scénarios se percutent aux refus de financement.
Falardeau n’a point l’ambition d’être écrivain et ne se qualifie pas ainsi. Il est toutefois démenti puisqu’il accumule bon nombre de publications écrites, notamment des recueils de textes, de discours et de lettres tels que La liberté n'est pas une marque de yogourt (1995), Les bœufs sont lents, mais la terre est patiente (1999) et Rien n'est plus précieux que la liberté et l'indépendance (2009). En 2011 est également publiée une collection de correspondances qu’il a entretenue avec son grand ami Léon Spierenburg, un peintre hollandais qu’il a rencontré en 1972 par l’entremise du forgeron français Jérôme Champenois, autre ami avec lequel il a voyagé durant sa vingtaine. Il devient chroniqueur aux journaux Le Couac, Le Québécois ainsi qu’à l’hebdomadaire Ici pour lequel il endosse l’espace le plus lu du journal. L’exercice de l’écriture est très exigeant pour lui: «La semaine dernière, j’essayais d’écrire un article. C’était très difficile et c’était comme si j’étais prisonnier à l’intérieur de ma tête. Je parlais seulement de ça, comme si c’était la chose la plus importante sur terre. Je n’ai pas vu mes enfants ni ma femme durant toute une semaine, juste ce stupide article. […] Là je n’ai pas envie de créer du tout. C’est trop dur pour moi-même et pour les autres.». Invité à la prestigieuse émission Bouillon de Culture de Bernard Pivot, il est honoré par l’enthousiasme de l’animateur qui adore son livre La liberté n’est pas une marque de yogourt et qui en lit des extraits en onde avec admiration. Son mémoire de maîtrise en anthropologie est publié aux éditions du Mur sous le titre Continuons le combat (2019) ainsi que le scénario Le Jardinier des Molson aux éditions Le Québécois qui est d’ailleurs repris par le dessinateur Richard Forgues sous la forme d'une bande dessinée.

### Controverse

Front de libération du Québec (FLQ)

Franc de coutume et presque toujours accompagné d’une cigarette, Falardeau marque le public par son impénitence et son opiniâtreté, mais aussi par ses propos marqués de rudesse. Ces derniers sont souvent ponctués de sacres et parfois même d’injures à l’endroit de ceux qu’il méprise. Si plusieurs applaudissent son discours, soulignant son courage et son intégrité, d'autres au contraire lui reprochent sa vulgarité et ses positions tranchées. Il assume totalement la manière dont il parle puisque pour lui: «l’important n’est pas que ce soit beau ou poli, mais que ce soit vrai.». Ses positions parfois radicales ne font pas l'unanimité et ses détracteurs lui reprochent à plusieurs reprises de dépasser les limites de l’acceptable :
- En 1994, il accepte le prix L.-E.-Ouimet-Molson accompagné d’un chèque de 5000$ bien qu’il dénonce la figure et le rôle des Molson dans l’histoire du Québec. On lui reproche d’être incohérent[2].
- En 2000, Falardeau contacte une compagnie d’aviation afin qu’une banderole tirée par un avion passe au-dessus des funérailles de Pierre Elliott Trudeau et sur laquelle aurait été écrit «mange de la marde»[35]. Son intention était de reprendre les paroles de l'ancien premier ministre à l'égard des travailleurs qui manifestaient à l'occasion de la Journée internationale des travailleurs. En effet, à l'endroit des camionneurs de la compagnie Lapalme, il énonce publiquement: «qu'ils mangent donc de la marde»[36]. La compagnie d'aviation refuse finalement la demande du cinéaste.
- En 2004, il rédige un article sur feu Claude Ryan, et ce, seulement quelques jours après sa mort. Falardeau écrit ce texte en réaction aux éloges que font les médias du défunt et avec lesquelles il n’est pas d’accord. Intitulé «L’enterrement du bonhomme carnaval», ce texte fait grandement polémique[37].
- En 2006, il est vu en compagnie de Julien Poulin, brandissant le drapeau du Hezbollah lors d’une manifestation en soutien au Liban[38].
- En 2008, en réponse à David Suzuki qui se disait déçu des Québécois qui avaient voté pour le Bloc Québécois et ainsi, qui avaient mené à l'élection du Parti conservateur, il traite l'environnementaliste de «petit japanouille à barbiche»[39] dans un article de l'hebdomadaire Ici.
- Il traite un commerçant de voleur lors d’une émission de radio de l’Informateur à l’antenne CKVI. Il se fait poursuivre pour diffamation par le propriétaire de la chaîne Métro Média[9].
- Il est sympathisant du FLQ, en reconnaissant les convictions qui ont poussé leurs actions, notamment l’enlèvement du ministre Pierre Laporte[7].

Son style mêle à la fois la réflexion intellectuelle, le joual et la vulgarité. En raison de cette façon colorée de s'exprimer, les médias, en quête de sensationnalisme, ont souvent sollicité ses opinions.

### Circonstance de la mort

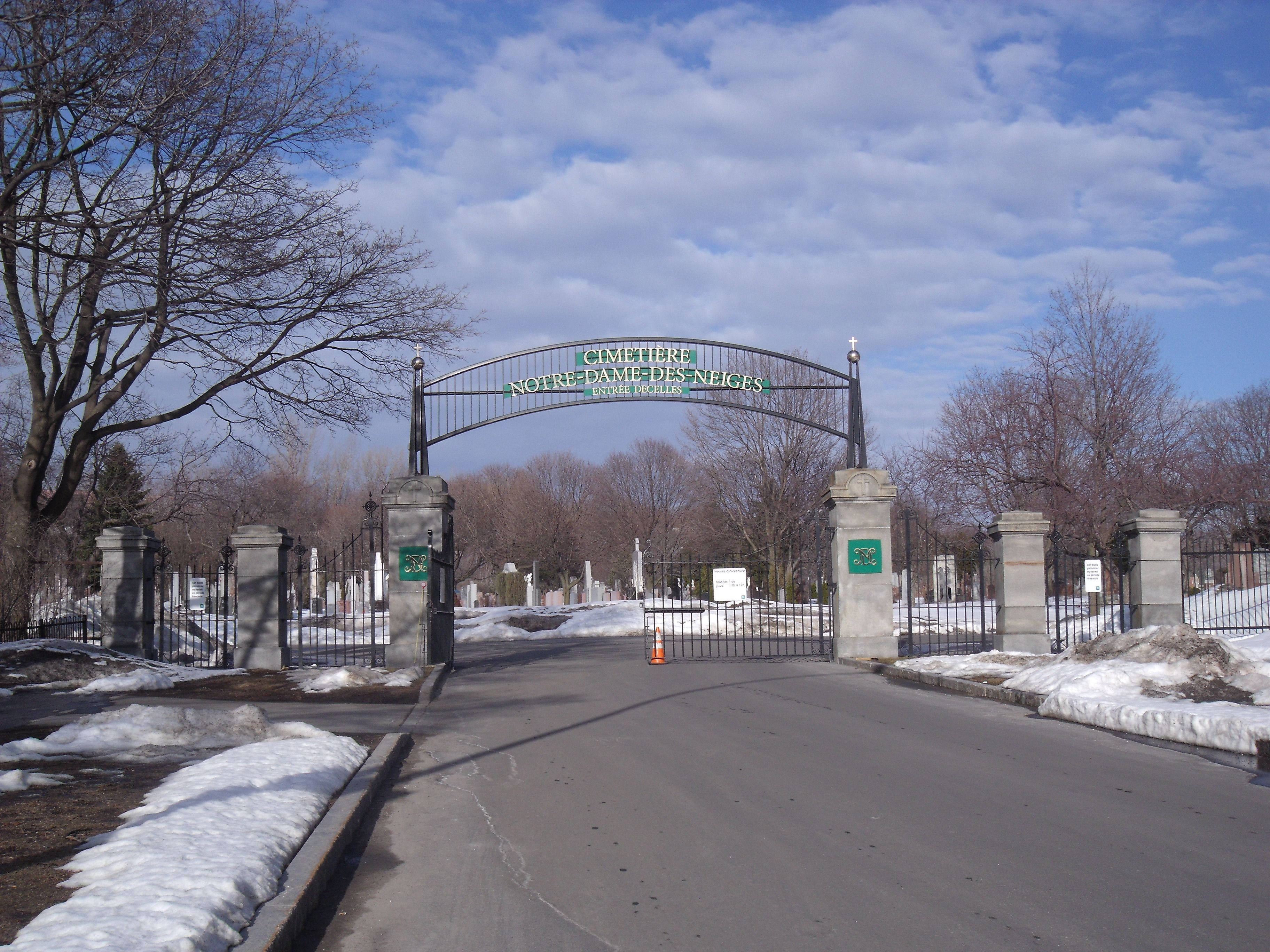
Cimetière Notre-Dame-des-Neiges, Montréal

Pierre Falardeau reçoit un diagnostic de cancer du rein en 2007 qui le conduit à subir une opération ainsi que des traitements de radiothérapie et de chimiothérapie. Malgré tout, son cancer développe des métastases dans les ganglions et dans les os. Bien qu’il perde beaucoup de force durant ses traitements, il continue à être actif, à militer, et ce, contre les recommandations des médecins. En 2009, alors qu'il est affaibli par ses traitements, il tient à participer à une manifestation pour dénoncer le détournement de mandat de la Caisse de dépôt et de placement du Québec. Il milite également au côté du Réseau de Résistance du Québécois (RRQ) contre la commémoration de la Bataille des Plaines d’Abraham. Il meurt à 62 ans, le 25 septembre 2009 à l'hôpital Notre-Dame de Montréal. Ses funérailles publiques sont célébrées à l'église Saint-Jean-Baptiste le 3 octobre 2009 devant plus de 2 000 personnes. Sa sépulture est située dans le cimetière Notre-Dame-des-Neiges, à Montréal.

## Distinctions
- 1994: prix L.-E.-Ouimet-Molson pour Octobre
- 1996: prix littéraire Desjardins pour La liberté n'est pas une marque de yogourt
- 2003: prix du Patriote de l'année, remis par la Société Saint-Jean-Baptiste de Montréal
- 2009: prix Pierre-Bourgault pour Défense du peuple québécois

## Filmographie
- 1971: Continuons le combat (Pierre Falardeau)
- 1972: À mort (Pierre Falardeau et Julien Poulin)
- 1975: Les Canadiens sont là (Pierre Falardeau et Julien Poulin)
- 1975: Le Magra (Pierre Falardeau et Julien Poulin)
- 1977: À force de courage (Pierre Falardeau et Julien Poulin)
- 1978: Pea Soup (Pierre Falardeau et Julien Poulin)
- 1980: Speak White (Pierre Falardeau et Julien Poulin)
- 1981: Elvis Gratton vol.1, part. 1 (Pierre Falardeau et Julien Poulin)
- 1983: Les Vacances d'Elvis Gratton vol.1, part. 2 (Pierre Falardeau et Julien Poulin)
- 1985: Pas encore Elvis Gratton! vol.1, part. 3 (Pierre Falardeau et Julien Poulin)
- 1985: Elvis Gratton : Le King des Kings, réunion des trois parties (Pierre Falardeau et Julien Poulin)
- 1989: Le Party (Pierre Falardeau)
- 1992: Le Steak (Pierre Falardeau et Manon Leriche)
- 1993: Le Temps des bouffons (Pierre Falardeau)
- 1994: Octobre (Pierre Falardeau)
- 1995: Une minute pour l'indépendance (Pierre Falardeau)
- 1999: Elvis Gratton II : Miracle à Memphis (Pierre Falardeau)
- 2001: 15 février 1839 (Pierre Falardeau)
- 2004: Elvis Gratton XXX : La Vengeance d'Elvis Wong (Pierre Falardeau)

## Publications
- 1994: Le Temps des bouffons (Essai)
- 1994: Octobre (Scénario)
- 1995: Cinq Intellectuels sur la place publique (Essai collectif)
- 1995: Je me souverain (Essai collectif)
- 1995: Trente Lettres pour un Oui (Essai collectif)
- 1995: La liberté n'est pas une marque de yogourt (Essai)
- 1996: 15 février 1839 (Scénario)
- 1999: Elvis Gratton (Scénario)
- 1999: Les bœufs sont lents mais la terre est patiente (Essai)
- 1999: Elvis Gratton II : Miracle à Memphis (Scénario)
- 2001: 15 février 1839 (Photos de tournage)
- 2001: Le Party (Scénario)
- 2001: Presque tout Falardeau (Scénarios)
- 2003: Paroles de Québécois (Chronique, collectif)
- 2004: Québec libre ! (Entretiens)
- 2005: Voler de ses propres ailes (Chronique, collectif)
- 2008: La Job (Scénario)
- 2009: Le Monde selon Elvis Gratton (Entretiens)
- 2009: Rien n'est plus précieux que la liberté et l'indépendance (Essai)
- 2011: Un très mauvais ami (Lettres)
- 2012: Le Jardinier des Molson (Scénario)
- 2013: Résistance, Chroniques 2008-2009 (Chroniques)
- 2016: Lève la tête, mon frère ! Hommage à Pierre Falardeau (Recueil de textes hommages)
- 2019: Continuons le combat, étude anthropologique sur la lutte (Mémoire de maîtrise)
- 2020: Elvis Gratton XXX : La vengeance d’Elvis Wong (Scénario)
- 2021: Album Falardeau : Nous aurons toute la mort pour dormir (Album)

#### Ouvrages
- L-O David, Les patriotes de 1837-1838, Montréal, Lux édition, 2007, 335 p. (ISBN 978-2-895-96050-8)
- Manon Leriche et Jules Falardeau, Album Falardeau : Nous aurons toute la mort pour dormir, Montréal, VLB éditeur, novembre 2021, 302 p. (ISBN 978-2-896-49835-2)
- Pierre Falardeau, Continuons le combat : étude anthropologique sur la lutte : Essai, Montréal, les Éditions du Mur, 2019, 126 p. (ISBN 978-2-924-95804-9)
- Pierre Falardeau, La liberté n'est pas une marque de yogourt, Montréal, Stanké, novembre 1995, 238 p. (ISBN 978-2-892-95263-6)
- Pierre Falardeau, Léon Spierenburg et Jean-François Nadeau, Un très mauvais ami, Montréal, Lux Édition, 2011, 265 p. (ISBN 978-2-895-96125-3)
- Pierre Falardeau, Les bœufs sont lents mais la terre est patiente, Montréal, VLB, 1999, 248 p. (ISBN 978-2-890-05705-0)
- Pierre Falardeau, Rien n'est plus précieux que la liberté et l'indépendance, Montréal, VLB, 2009, 256 p. (ISBN 978-2-896-49055-4)
- Pierre Falardeau et Pierre-Luc Bégin, Québec libre! : entretiens politiques avec Pierre Falardeau, Drummondville, Les Éditions du Québécois, 2017, 237 p. (ISBN 978-2-923-36557-2)

#### Articles
- « Des funérailles émouvantes », Le Journal de Québec,‎ 3 octobre 2009 (lire en ligne)
- « Pierre Falardeau décédé », Radio-Canada,‎ 26 septembre 2009 (lire en ligne )
- Fabien Deglise, « Le jardinier des Molson, Pierre Falardeau et Richard Forgues », Le Devoir,‎ mars 2016 (lire en ligne)
- Jacques Côté, « Pierre Falardeau : Le franc-tireur », Nuit blanche,‎ 1997 (lire en ligne)
- Marc Cassivi, « Elvis Falardeau », La Presse,‎ 26 septembre 2009 (lire en ligne)
- Marcel Jean, « Figures marquantes de la liberté – 2e rencontre : Pierre Falardeau », Fondation Lionel-Groulx,‎ novembre 2022 (lire en ligne)
- Mario Girard, « Drapeau du Hezbollah: Falardeau s'explique », La Presse,‎ 26 septembre 2009 (lire en ligne)

#### Vidéos
- [vidéo] « Culture d'ici Pierre Falardeau à l'honneur », 23 juin 2020 (consulté le 17 mai 2023)
- [vidéo] « Pierre Falardeau à Paul Arcand 2004 » (consulté le 17 mai 2023)
- [vidéo] « Pierre Falardeau - La Biographie », 22 octobre 2015 (consulté le 17 mai 2023)
- [vidéo] « Pierre Falardeau en 1997 se raconte et raconte son métier de cinéaste », 2 mars 1997 (consulté le 17 mai 2023)
- [vidéo] « Pierre Falardeau - Entrevue avec Denis Lévesque en Mars 2009 » (consulté le 17 mai 2023)
- [vidéo] « Portrait d'un colonisé (1/2) », 17 janvier 2007 (consulté le 17 mai 2023)